# Decoys 2: Alien Seduction
Decoys 2: Alien Seduction es la secuela de la película Decoys. Originalmente fue titulada Decoys 2: Rebirth, con su lanzamiento americano en DVD en Decoys: The Second Seduction.
De la primera película, están las actrices Kim Poirier y Corey Sevier. También protagonizan Tobin Bell y Dina Meyer.

## Trama
Sam, un estudiante universitario en una pequeña ciudad del noroeste, se une a sus compañeros de habitación en un concurso para ver quién puede juntarse con las jóvenes más lindas al final del semestre. Pero cuando los hombres comienzan a desaparecer en la ciudad, él y sus amigos descubren que, cuando se trata de hermosas mujeres, lo de adentro es lo que realmente importa. Al final, él y sus amigos con la ayuda de Luke (quien se las arregló para sobrevivir después de ser impregnado al final de la primera película) asesinan a los extraterrestres, pero luego encuentran una habitación llena de personas impregnadas y son asesinados. Las palabras finales en la pantalla son "El fin... Quizás."

## Elenco
| Actor / Actriz         | Personaje               |
| ---------------------- | ----------------------- |
| Corey Sevier           | Luke Callahan           |
| Tyler Johnston         | Sam Compton             |
| Kailin See             | Stephanie Baxter        |
| Kim Poirier            | Constance Snowden       |
| Dina Meyer             | Dr. Alana Geisner       |
| Tobin Bell             | Profesor Erwin Buckton  |
| Reamonn Joshee         | Henry Robbins           |
| Ryan Ash               | Peter Brunson           |
| Brad Goddard           | Nick Dean               |
| Michelle Molineux      | Delia                   |
| Lindsay Maxwell        | Jasmine                 |
| Natalie McFetridge     | Angeline                |
| Sam Easton             | Arnold Steiner          |
| Darcy Glassford        | Rocky                   |
| Ira Lee Gathers        | Evan                    |
| Mark Krysko            | Chico Uno               |
| Troy O'Donnell         |                         |
| Margherita Donato      |                         |
| Shaun Merriman         | Primer hombre que baila |
| Jessica Parker Kennedy | Chica guapa             |
| Bernadette Paetz       | Chica Goth              |
| Chris Aanderson        | Guardia                 |
| Robert Clinton         | Oficial                 |
| Laura Rushfeldt        |                         |
| Stephanie Wahlstrom    |                         |
| Patricia Darbasie      | Recepcionista           |